# Douepea
Douepea là chi thực vật có hoa trong họ Cải.